# المخيبية (السوم)

تعديل مصدري - تعديل

المخيبية هي إحدى قرى عزلة السوم بمديرية السوم التابعة لمحافظة حضرموت، بلغ تعداد سكانها 447 نسمة حسب تعداد اليمن لعام 2004.